# Johan Cruijff
Hendrik Johannes Cruijff (Amsterdam, 25. travnja 1947. – Barcelona, 24. ožujka 2016.), bio je najbolji nizozemski i jedan od najboljih svjetskih nogometaša te jedan od najtrofejnijih trenera svih vremena. Rođen je u Amsterdamu.
Triput proglašavan za najboljeg europskog igrača (1971., 1973., 1974.), višestruki klupski prvak Europe kao igrač i kao trener, finalist svjetskog prvenstva te osvajač brojnih državnih prvenstava zemalja u kojima je igrao. Upečatljiv po prepoznatljivom hodu, stavu i vođenju lopte na terenu, Cruijff je bio tipičan predstavnik nogometne doktrine iz sedamdesetih godina prošlog stoljeća zvane totalni nogomet, koju je razvio onodobni trener Ajaxa Rinusa Michelsa.
2016. mu je dodijeljena Oeuvreprijs, nagrada za doprinos nogometu kroz cijelu karijeru.

## Smrt
Preminuo je 24. ožujka 2016. godine u Barceloni. Uzrok smrti je rak pluća koji mu je dijagnosticiran u lipnju 2015. godine.